# Гавронский, Анджей
Гавронский Анджей (пол. Andrzej Gawroński; 20 июня 1885, Львов — 11 января 1927, Юзефув, Польша) — польский ученый-полиглот, ориенталист, переводчик, профессор Львовского университета.

## Ранние годы
Родился 20 июня 1885 г. во Львове. Отец Францишек Равита-Гавронский был известным польским историком, писателем и журналистом.
Мать Антонина Милковських — преподаватель и переводчик, в 1899—1901 гг. она во Львове для своей частной школы для девушек снимала часть помещений в доме по адресу ул. Барская, 5  Архивная копия от 8 октября 2017 на Wayback Machine.
Был внуком Зигмунда Милковского, а также старшим братом польской писательницы Софии Козариновой.

## Обучение
Учился в начальной школе во Львове, затем — в гимназиях в Перемышле и во Львове.
Занимался исследованиями по лингвистике во Львовском университете (1903—1905). В течение 1905—1907 гг. учился в университете в Лейпциге, где в 1907 г. защитил докторскую диссертацию («Лингвистические исследования Мркхакатики и Дасакумаракатики»). В этом же учебном заведении работал над хабилитационной работой на тему: «К вопросу о Мркхакатике».
В 1909 г. получил стипендию Ягеллонского университета.

## Научно-педагогическая деятельность
В марте 1912 г. в Краков прошёл хабилитацию («Трансцендентный характер индусов как фон отношений человека к природе в санскритской литературе»).
В сентябре 1913 г. начал работать доцент Ягеллонского университета и заведующий кафедрой санскрита (с 1916 г. — чрезвычайный профессор). Читал лекции по истории индийского языка, сравнительной грамматике индоевропейских языков.
В 1917 г. лингвисту предложили должность профессора во Львовском университете, в этом же году переезжает во Львов. Он стал заведующий кафедрой сравнительного языкознания.
18 сентября 1918 г. во Львовском университете была открыта кафедра востоковедения, которую должен был возглавить Анджей Гавронский. Однако кафедра начала свою работу аж в 1920 г. из-за распада Австро-Венгерской империи. 23 февраля 1920 г. Министерство образования Польши предоставило А. Гавронскому звание профессора санскрита.
Его учениками были Евгениуш Слюшкевич и Ежи Курилович.
Активно интересовался проблемами индуистики. В 1926 г. он создал Институт ориенталистики во Львовском университете.
С 1920 г. участвовал во Львовском научном обществе. Был инициатором создания Общества любителей польского языка в 1920 г. и Польского языковедческого общества в 1925 г.
В 1921—1926 гг. был член-корреспондентом Академии наук, а в 1926 г. стал её действительным членом. Кроме того, участвовал в создании ориенталистического движения во Львове.
В 1925 г. был награждён крестом ордена Polonia Restituta.
Инициировал создание «Восточной библиотеки» в Национальном институте им. Оссолининских во Львове и православный ежегодник.

## Ученый-полиглот
Современные исследователи считают, что А. Гавронский знал 57 языков (на 40 умел свободно писать). По некоторым подсчетам он владел 140-а языками. Однажды ученый сказал: «Я могу говорить и писать на 40-а языках, я понимаю около 100, на которых могу читать». Среди них были современные европейские языки, а также азиатские и африканские. В библиотеке, которая осталась после А. Гавронского, были найдены книги на многих языках мира. У большинства из них на полях заметны заметки, которые оставил Гавронский, написаны тем же языком, что и сама книга.

## Завершение жизни
На протяжении нескольких лет, А. Гавронский болел туберкулёзом. Именно поэтому он часто ездил на лечение за границу. Умер 11 января 1927 г. в Юзефуве близ Варшавы.